# أحمد مناصرة
أحمد مناصرة (22 يناير 2002) هو شاب فلسطيني، وُلد في بيت حنينا بالقدس المحتلة، اعتقله جيش الاحتلال الإسرائيلي بتاريخ 12 أكتوبر (تشرين الأول) 2015 ولم يكن قد أتم الثالثة عشرة من العمر حينئذ، ونال حُريته بتاريخ 10 أبريل 2025.

## اعتقاله
بتاريخ 12 أكتوبر/تشرين الأول 2015 بعد أيام معدودة على بداية ما أطلق عليه إنتفاضة السكاكين، كان أحمد يتجول برفقة صديقه الحميم وابن عمه في الوقت نفسه حسن مناصرة (15 عاما) في بسغات زئيف في القدس، لكن فاجأتهما قوات الاحتلال الإسرائيلي بنيران الرصاص بدعوى محاولتهما تنفيذ عملية طعن. أصيبا بجروح وتعرضا لهجوم من قطعان المستوطنين المتواجدين بالمكان بالدعس والضرب والاعتداء والإهانة. إثر ذلك تُوفيَ حسن، في حين نُقِلَ أحمد وهو بين الحياة والموت إلى مستشفى مكبل اليدين، حيث اعتقد الكثيرون أنه استشهد.
اعتقل أحمد مناصرة 12 أكتوبر/تشرين الأول 2015 وحقق معه بكل الطرق البشعة، وحكم عليه (12 سنة سجنا في سجون الاحتلال) بزعم أنه كان ينوي القيام بعملية طعن في القدس المحتلة.
تعمدت قوات الاحتلال الإسرائيلي تسريب فيديو جلسة التحقيق الأمني مع أحمد مناصرة، وكانت كلها تعنيف وتهديد لطفل في عمر 13 عاما وقتها.
وظهر أحمد في الشريط باكيا وهو يواجه محققا فظا بقوله «مش متأكد» و"مش متذكر"، في وقت ظل المحقق يصرخ بصوت عال في وجه مناصرة بغية زعزعته ونيل اعترافات مجانية منه تعزز رواية الاحتلال.
وهو ما يعد مخالفة صريحة للقوانين الدولية واتفاقية حقوق الطفل التي تنص مادتها رقم 16 على أنه «لا يجوز أن يجري أي تعرض تعسفي أو غير قانوني للطفل في حياته الخاصة، أو أسرته أو منزله أو مراسلاته، ولا أي مساس غير قانوني بشرفه أو سمعته»، وتنص أيضاً على أن «للطفل الحق في أن يحميه القانون من مثل هذا التعرض أو المساس».
وعلق وقتها مدير العام للحركة الدولية للدفاع عن الأطفال خالد قزمار على الفيديو المسرب بقوله إنه دليل جديد بالصوت والصورة عن حالات التعذيب النفسي والبدني التي يتعرض لها أطفال فلسطين.
وأوضح أن المحققين الإسرائيليين استخدموا بشكل وقح التعذيب النفسي على الطفل مناصرة بالصراخ وحرمانه من حقه في استشارة محامي وفي اصطحاب أسرته معه، وقال إن «الهدف من تسريب الفيديو هو التخويف والحرب النفسية التي تشن ضد الأمهات والأطفال، لكن ورغم كل ذلك نجح مناصرة في هزيمة المحققين ولم يدل بأي اعتراف، بدليل أنه كان يكرر: لا أتذكر، لا أعرف».
وحسب قزمار فقد اعتقل الاحتلال الإسرائيلي 8500 طفل فلسطيني بين العامين 2000 و2015 أغلبيتهم تعرضوا لما تعرض له الطفل مناصرة من تعذيب نفسي وجسدي، وهي حالات قال إنهم مستمرون في حركتهم في توثيقها لاستخدامها دليلا ضد الاحتلال وقياداته التي يجب -حسب المتحدث- أن تحاكم بوصفهم مجرمي حرب.
ورغم إبداء تشاؤمه من المحكمة الجنائية الدولية التي انضمت إليها فلسطين، اعتبر المدير العام للحركة العالمية للدفاع عن الأطفال أن مجرد فتح تحقيق أمام هذه المحكمة في جرائم الاحتلال سيشكل رادعا للقيادات الإسرائيلية، معربا عن أمله بأن توقظ حالة الطفل مناصرة ضمير المجتمع الدولي من سباته أمام ما يتعرض له الفلسطينيون من انتهاكات.

## الحكم
وفي 7 نوفمبر/تشرين الثاني 2016 أصدرت المحكمة المركزية حكما بالسجن الفعلي على مناصرة لمدة 12 عاما بزعم طعن مستوطنين، كما فرضت عليه دفع غرامتين ماليتين قدرهما على التوالي مئة ألف وثمانين ألف شيكل.
وذكر القاضي أن «صغر سن الطفل لا يمنحه الحصانة من فرض العقوبة»، وهو حكم وصفه طارق برغوث محامي الدفاع عن مناصرة بالظالم، وقال إن قضاة أصدروا حكما ظالما على طفل تمت معاملته «كمجرم».

## تحريره
أفرج الاحتلال الإسرائيلي عن الأسير أحمد مناصرة في 10 أبريل 2025، بعد أن قضى قرابة عشر سنوات في سجون الاحتلال. حيث أفُرج عنه من سجن نفحة.